# Органическое пиво
Органическое пиво (англ. Organic beer), или био-пиво (англ. Bio beer, нем. Biobier), или эко-пиво (англ. Eco beer, нем. Biobier) — название сертифицированного пива, полученного с использованием экологически чистых ингредиентов и сырья, выращенного и обработанного в соответствии с нормативными стандартами, исключающими использование токсичных химических веществ и по экологически чистой технологии.

## История
До 19-го века всё пиво, которое производилось в мире, было полностью органическим, а затем началось использование химических удобрений и пестицидов в производстве ячменя и хмеля. В 1980 году пивоварня Пинкус Мюллер (Pinkus Müller brewery), базирующаяся в Мюнстере, Северный Рейн-Вестфалия, Германия, производит первое в мире органическое пиво. Введение стандартов для био-пива является шагом вперед по сравнению с законом 1516 года и ставит своей целью гарантировать, что продукт соответствует требованиям охраны здоровья и безопасности качества продуктов питания. О происхождении и предварительной подготовке ингредиентов в законе ничего не говорится, потому что в то время не использовались химические удобрения и искусственные технологии производства.
Органическое пиво дебютировало в США в середине 1990-х годов, и с тех пор спрос и производство био-пива как в Северной Америке, так и во всем мире, постоянно растёт. По состоянию на 2001 год, в США около 1500 пивоваренных заводов производят органическое пиво.

## Требования и технологии

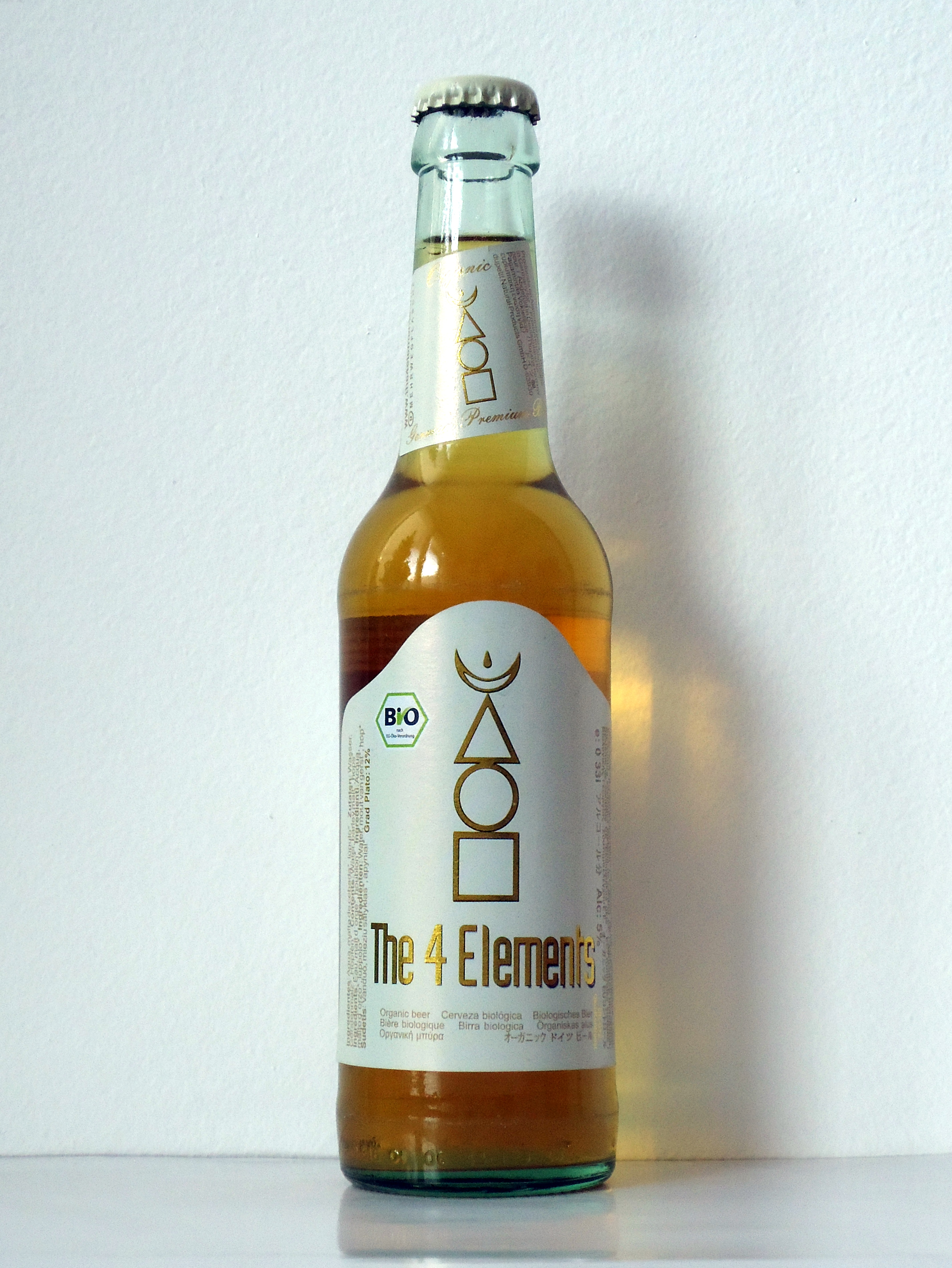
The 4 elements

В 1990 году федеральное правительство США устанавливает стандарты производства, переработки и сертификации органических продуктов питания Законом о производстве органических продуктов питания. Также был создан Национальный комитет по органическим стандартам для разработки руководящих принципов и процедур регулирования всех органических культур. В декабре 2000 года Министерство сельского хозяйства США утверждает детальные правила производства органических продуктов питания, которые вступили в силу 21 апреля 2001 года. В Европе биопродукты производятся в соответствии со стандартами Общеевропейского соглашения органического производства сельскохозяйственной продукции, принятого в 1991 г.
Для производства био-пива могут быть использованы только дрожжи, зерно и хмель, произведенные с использованием экологически безопасных методов и обработанные сертифицированными компаниями. Кроме того, вся производственная цепочка, начиная с ферм по производству зерна, хмеля и дрожжей и заканчивая бутылками и кегами, контролируется и проверяется специализированными государственными органами. Сертификация осуществляется государственными учреждениями или компаниями, имеющими право инспектировать производство. В Германии такие компании называются «станции экологического контроля». В их полномочия также входит выдача сертификатов на продукцию, подтверждающих, что она произведена из «экологически чистого сырья».

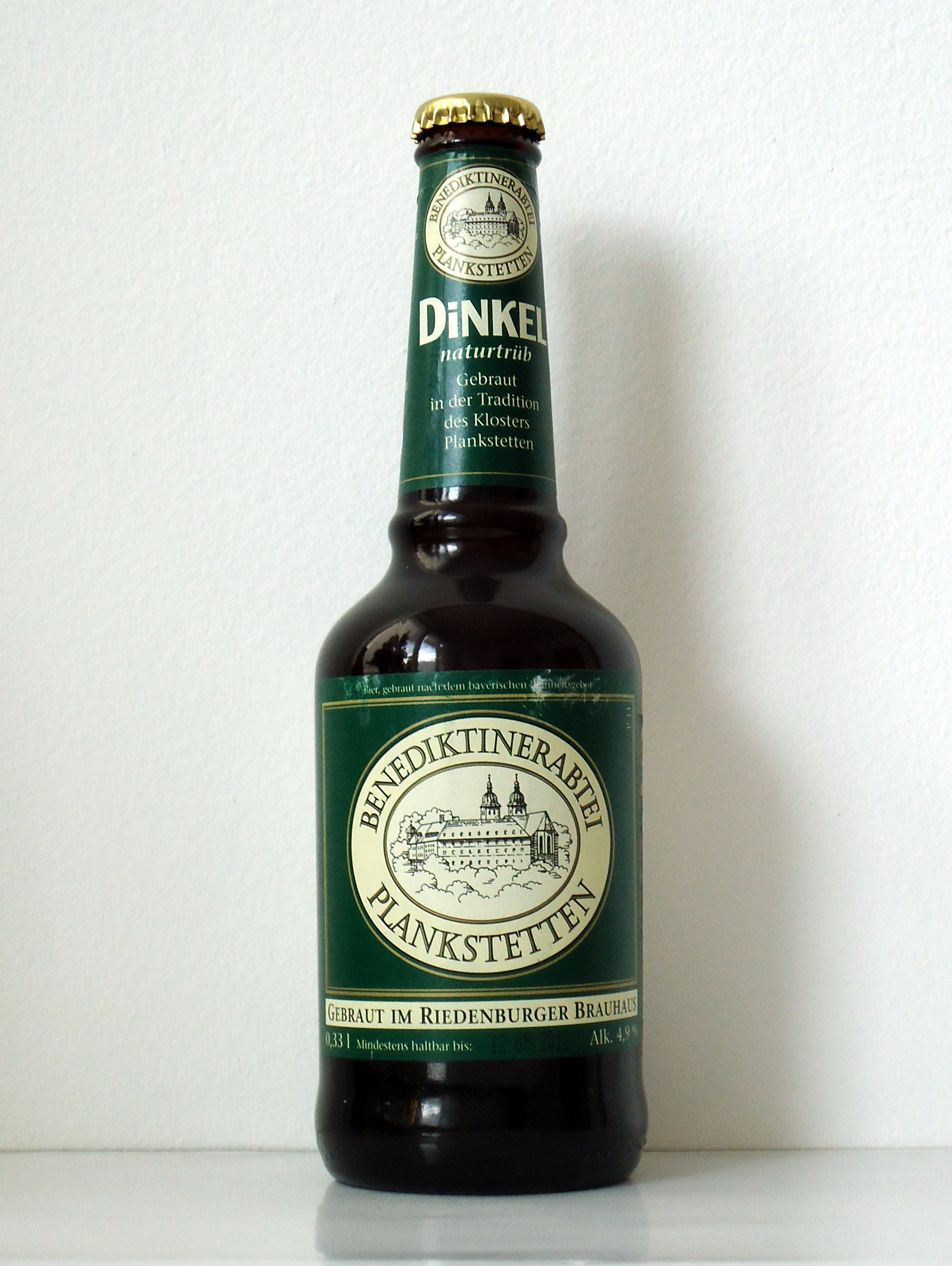
Plankstetten Dinkel

Пиво, соответствующие всем требованиям, предъявляемым к сертификации в качестве экологически чистого продукта, может носить европейскую БИО-марку (BIO-Mark), что соответствует органической сертификации Управления сельского хозяйства США — USDA organic. Американские и европейские экологические нормы устанавливают строгие стандарты относительно того, какие продукты могут быть признаны органическими, правила сертификации и нормы для производителей экологически чистых продуктов. Они также определяют пестициды и химические удобрения, которые разрешены для использования при выращивании экологически чистого сырья. Запрещено использование каких-либо химических или модифицированных веществ в чистой земле и вокруг неё, чтобы избежать загрязнения, фермеры должны соблюдать минимальные расстояния между органическими и обычными полями, а также документировать зерновые культуры, возделываемые ранее на территориях, в настоящее время используемых для выращивания экологически чистых материалов. Каждая партия выращенного экологически чистого сырья для производства био-пива должна иметь надлежащую сертификацию экологически чистого продукта.
Производители органического пива используют в производстве зерно и хмель, выращенные в экологически чистых районах. Запрещено использование любых неорганических компонентов. Хмель и ячменный солод не обрабатываются, например, в ячмень не добавляются синтетические вещества, увеличивающие срок хранения зерна.
В США био-пиво известно под названием «органическое пиво». Знак «USDA-органик» (USDA organic) означает, что продукт содержит, по меньшей мере, 95 % органических ингредиентов. Остальные 5 % или менее приходится на ингредиенты, производство которых с помощью органических средств невозможно или крайне трудно. В 2007 году несколько производителей органического пива в США обратились к USDA с просьбой о предотвращении изменения климата из-за нехватки натурального хмеля для производства органического пива, учитывая повышенный спрос на органическое пиво.

## Фестиваль
Каждый год в городе Портленд, США, проходит Североамериканский фестиваль органического пива (North American Organic Brewers Festival), где ведущие пивоварни представляют свои органические сорта пива.

## Галерея

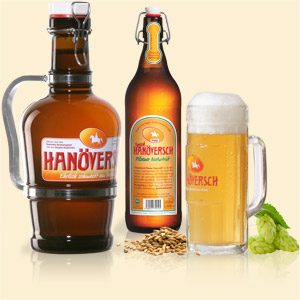
Hanöversch pilsener (Германия)
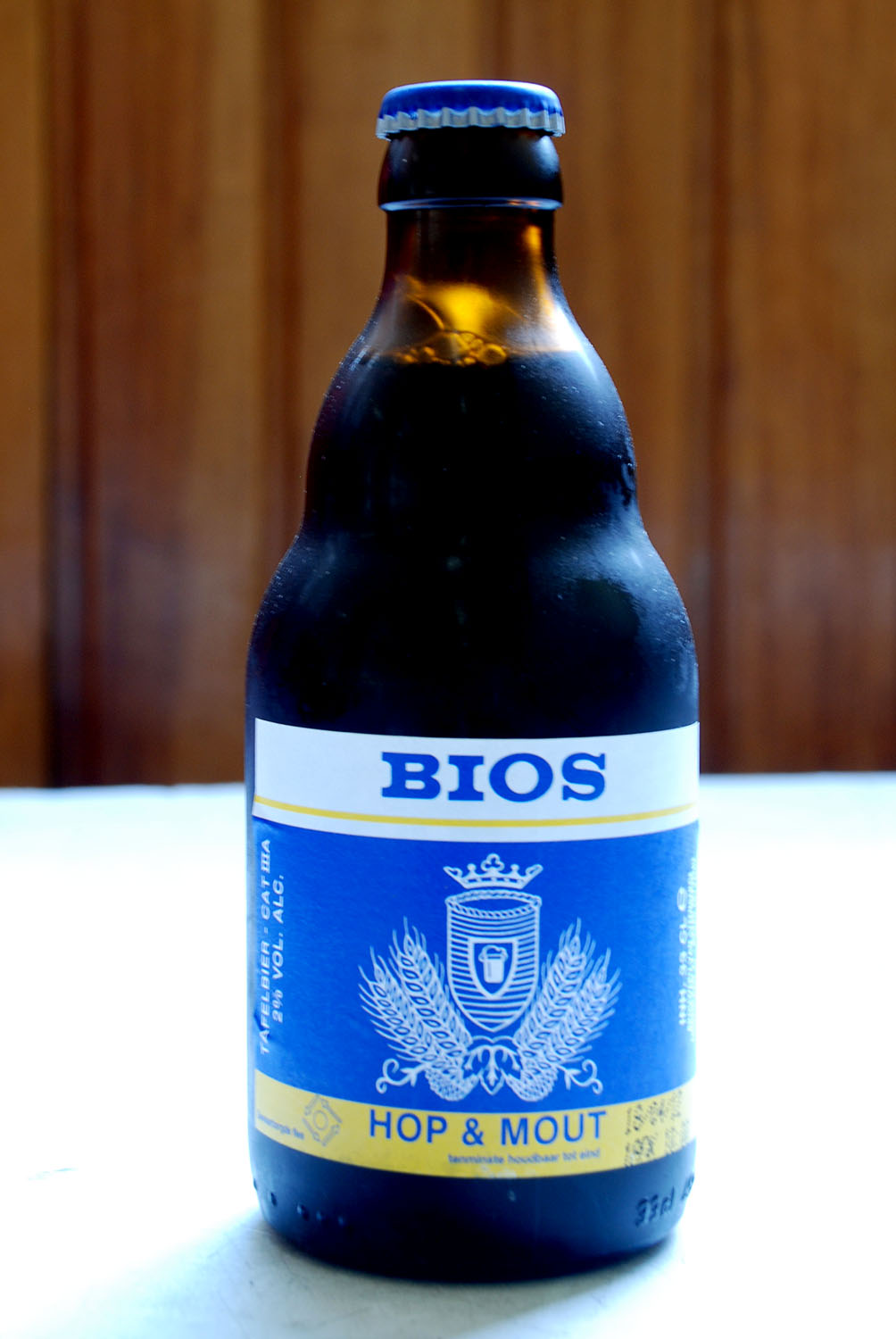
Bios (Бельгия)
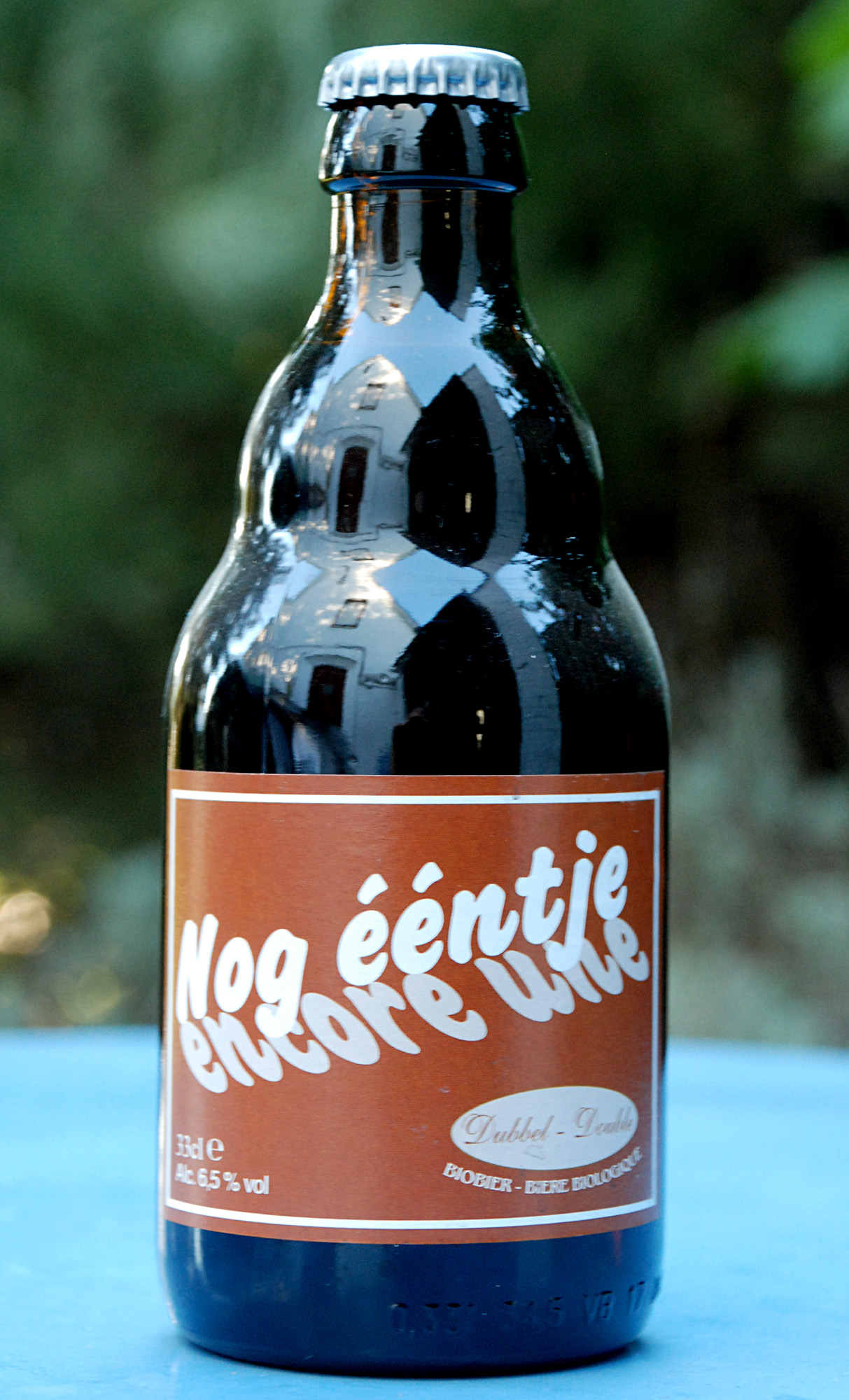
Nog Eentje Dubbel (Бельгия)
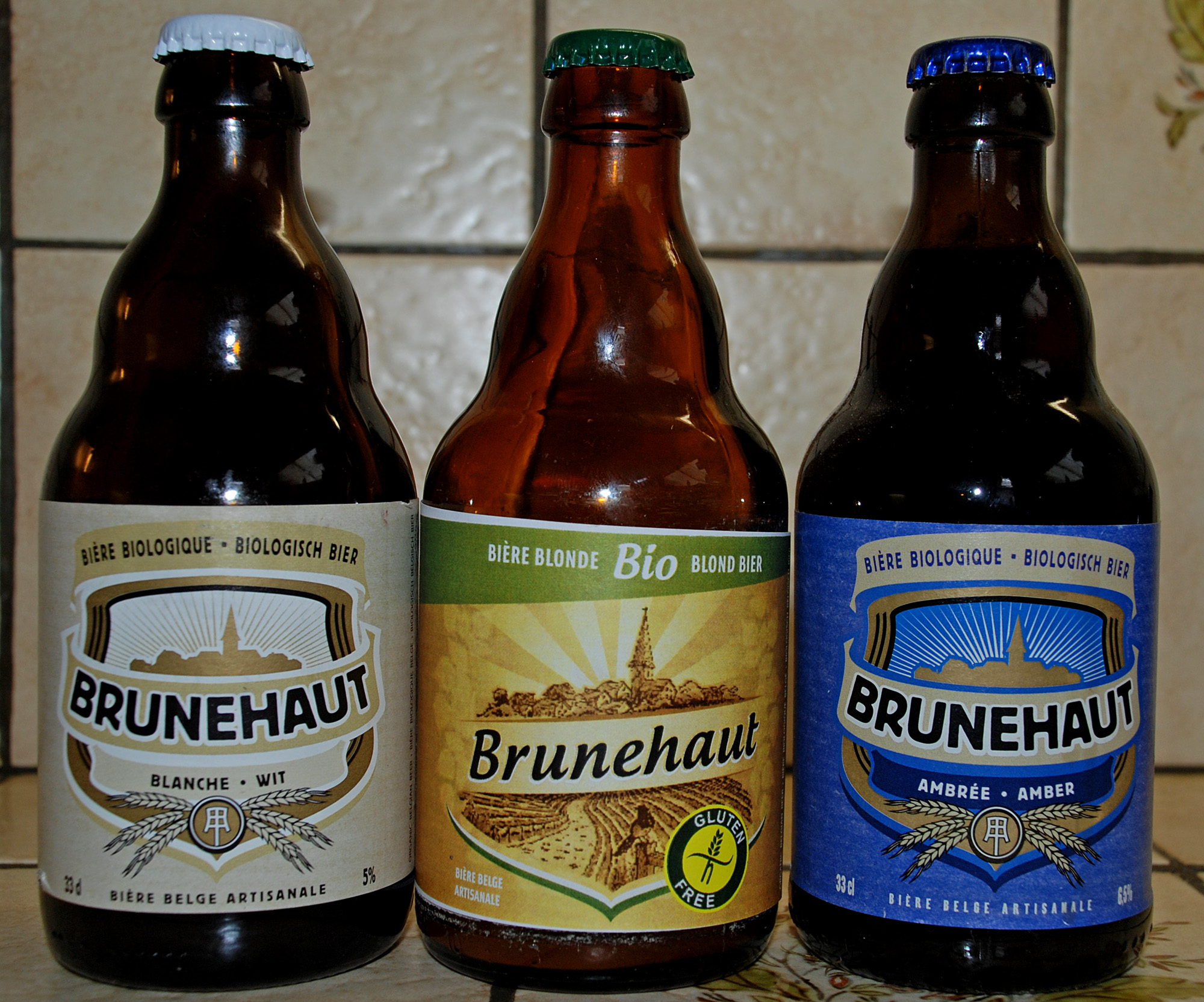
Brunehaut (Бельгия)
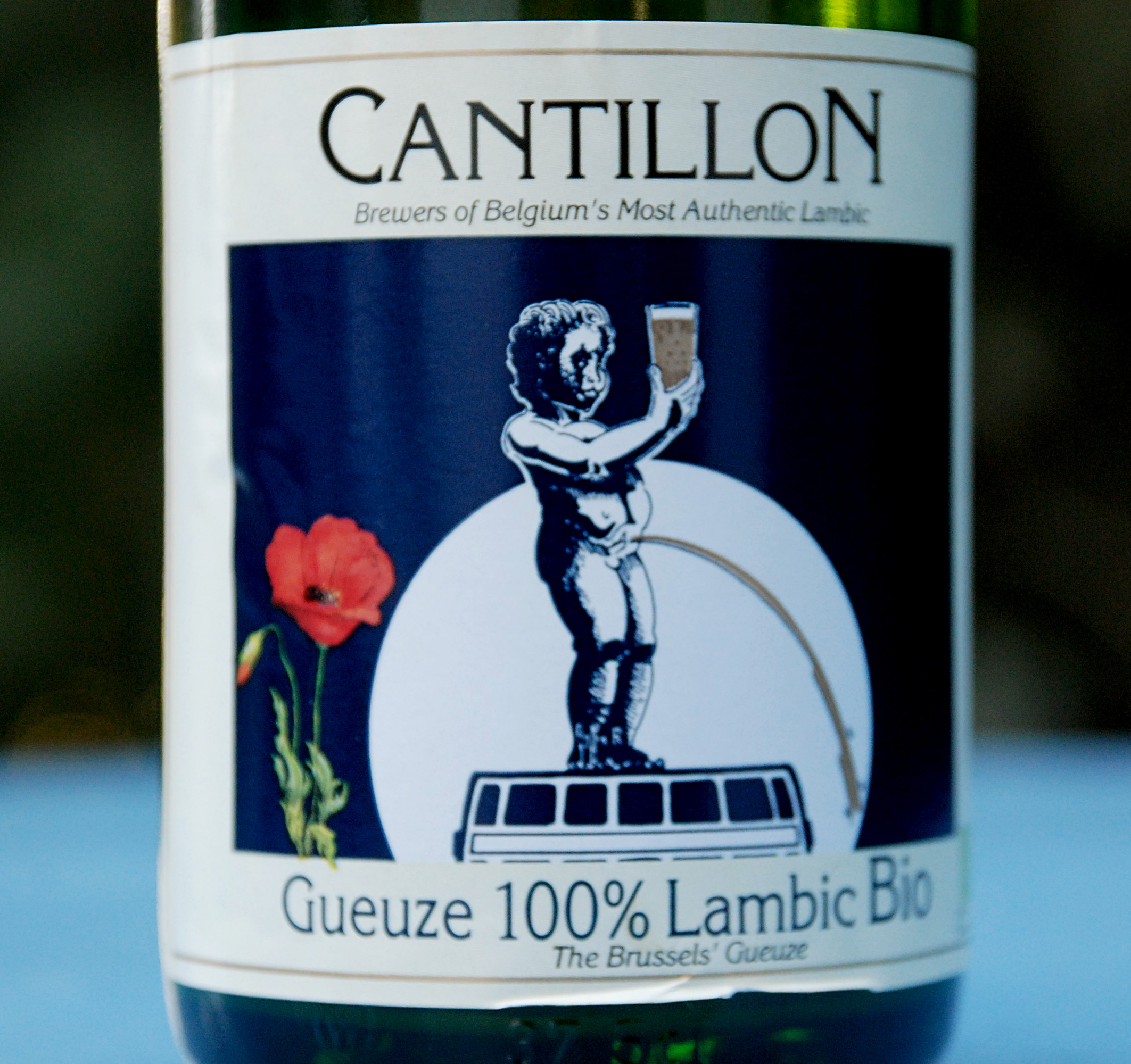
Cantillon geuze (Бельгия)
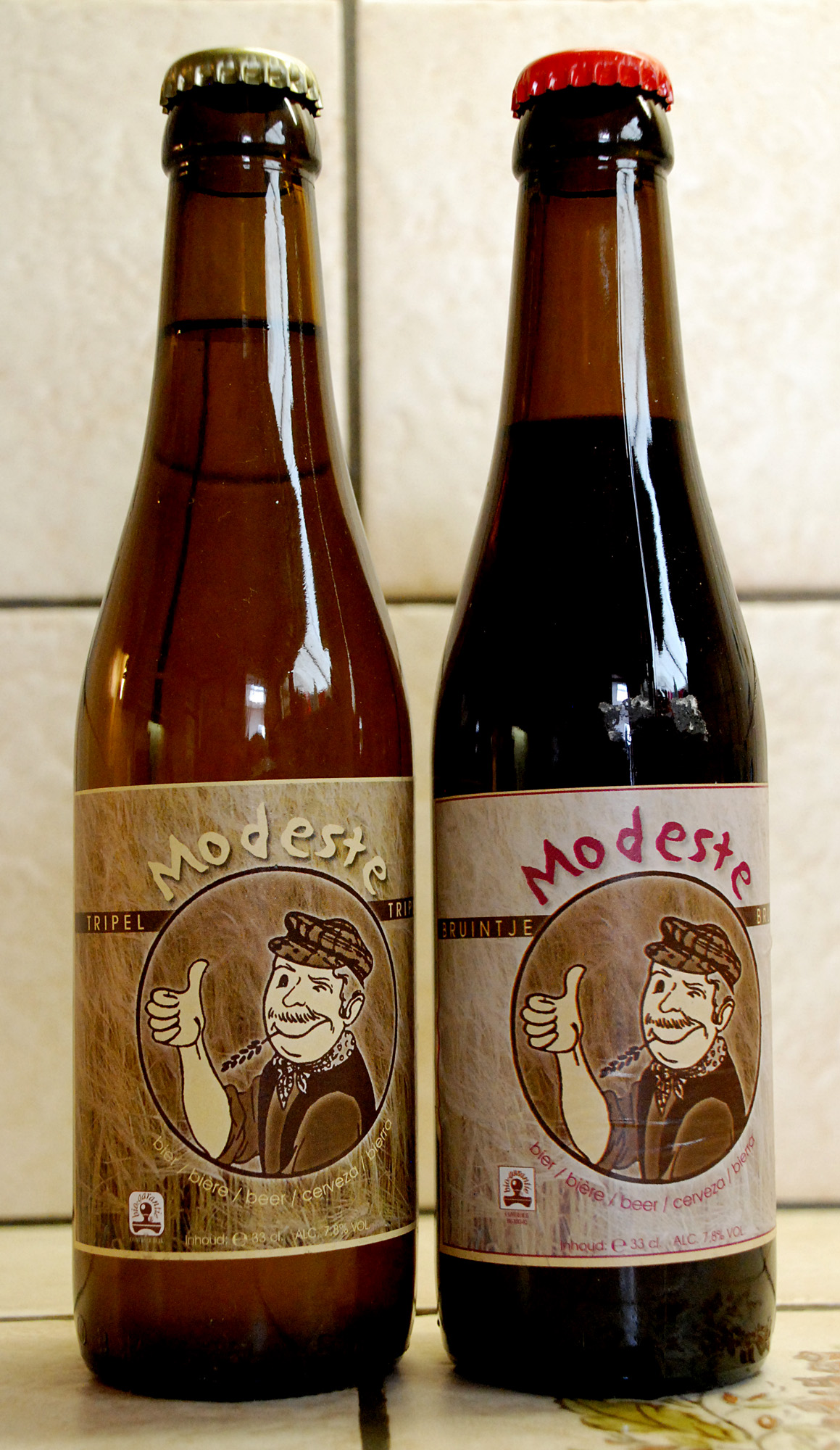
Modeste (Бельгия)
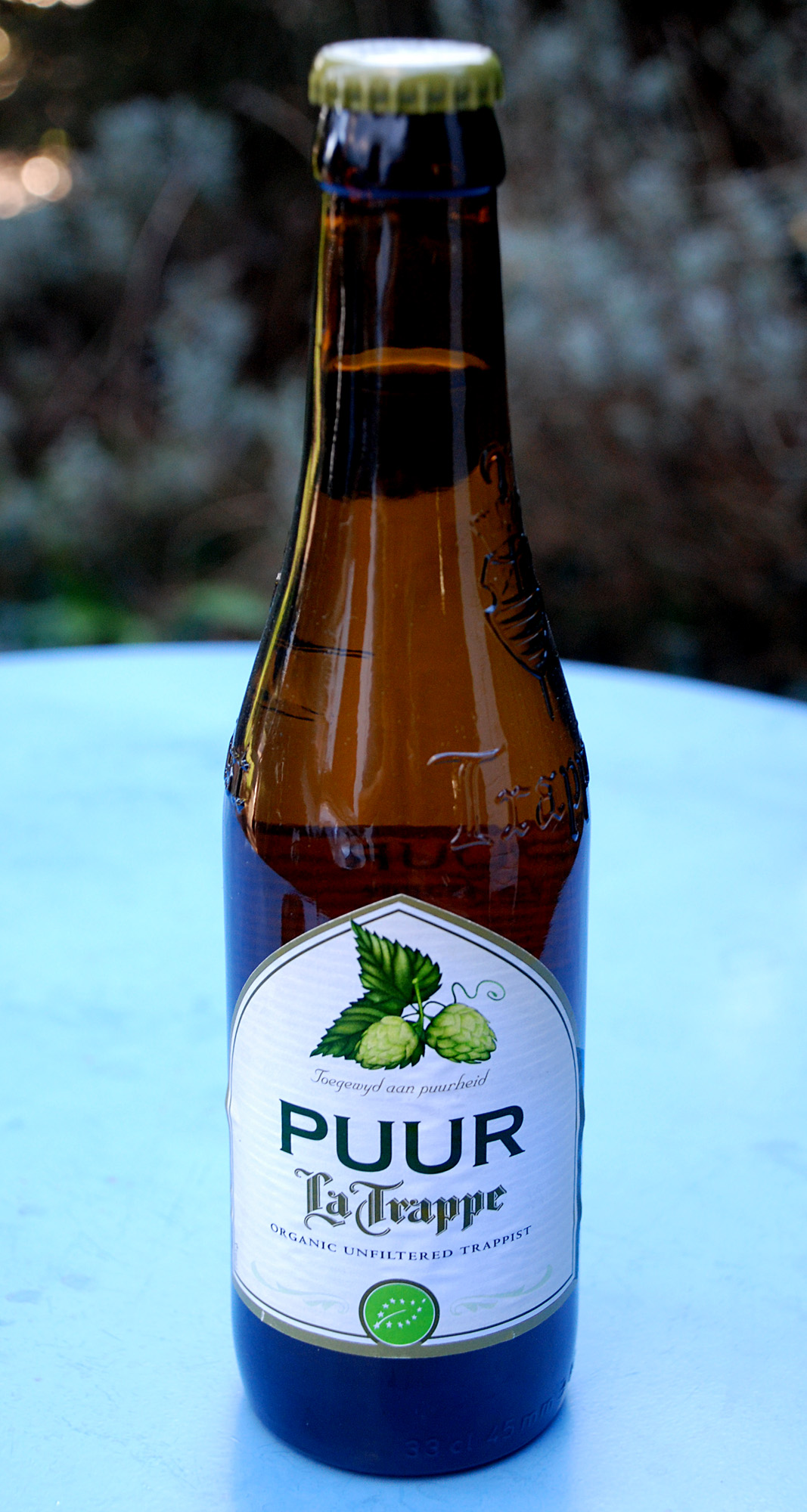
La Trappe Puur (Нидерланды)
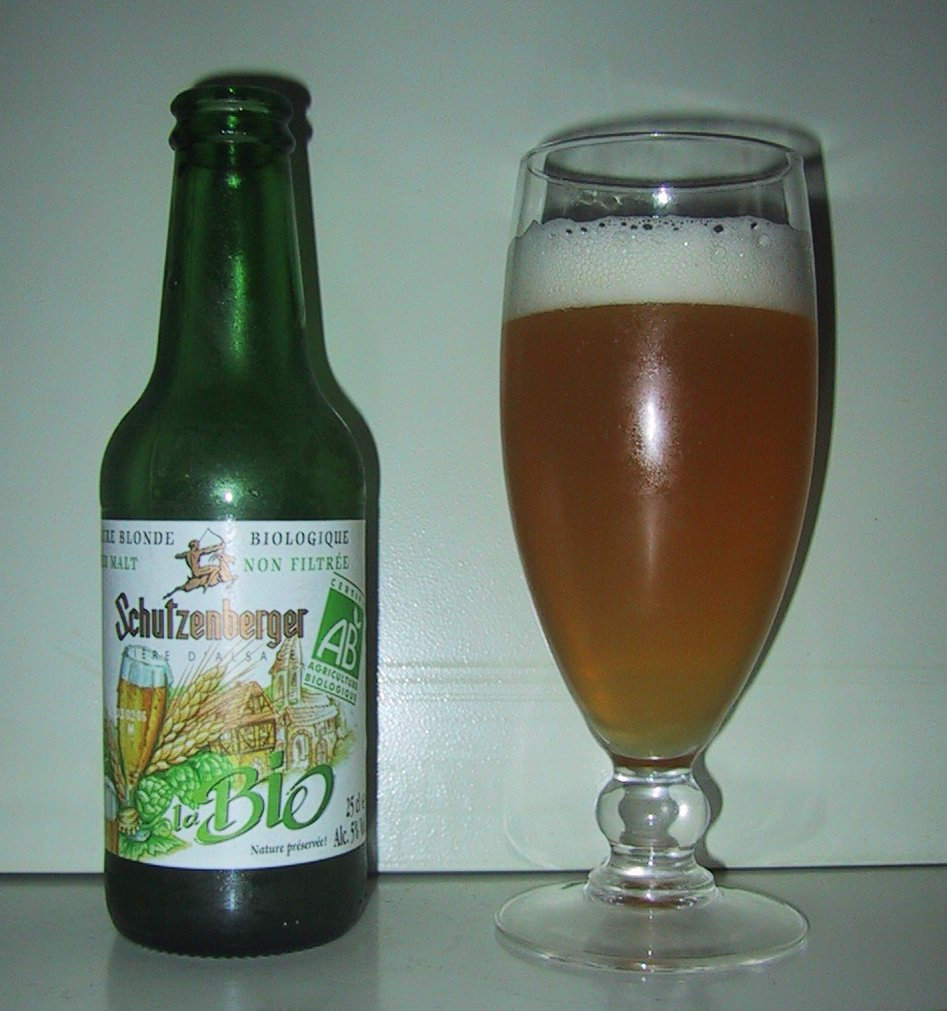
Schutzenberger (Франция)